# Adam Zelga
Adam Zelga (ur. 11 marca 1953 w Starachowicach) – polski duchowny katolicki, pisarz i publicysta.

## Życiorys
Święcenia kapłańskie przyjął 3 czerwca 1984. 
Po śmierci Alfreda Szklarskiego dokończył dziewiąty tom przygód Tomka Wilmowskiego pt. Tomek w grobowcach faraonów, wydany w 1995.
Za czasów Jerzego Engela pełnił funkcję kapelana polskiej reprezentacji w piłce nożnej. W latach 2001–2025 był pierwszym proboszczem parafii bł. Edmunda Bojanowskiego na Wolicy w warszawskiej dzielnicy Ursynów.

## Publikacje
- Tomek w grobowcach faraonów (współautor), ISBN 83-7079-117-4
- Na boisku (1997), ISBN 83-904934-7-0
- Zajączek na koniu
- Biografia abp Szczęsnego-Felińskiego, ISBN 978-83-87989-14-9
- Zapis bólu. Tym, którzy stracili matkę. (2003)
- Piłka jest okrągła (2006, audiobook 2008), ISBN 83-87989-73-8